# 휴대용 콘솔 게임기

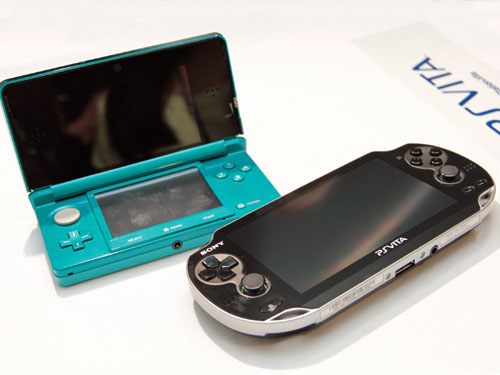
8세대 휴대용 게임기인 닌텐도 3DS와 플레이스테이션 비타.

휴대용 콘솔 게임기(영어: Handheld game consoles)는 화면, 게임 제어 장치, 스피커가 내장된 소형 휴대용 비디오 게임 콘솔이다. 휴대용 게임기는 가정용 비디오 게임기에 비해 크기가 작고 콘솔, 화면, 스피커, 컨트롤 등이 한 대에 들어 있어 언제 어디서나 휴대하고 플레이할 수 있다.
1976년, 마텔은 "오토 레이스"(Auto Race)의 출시와 함께 최초의 휴대용 전자 게임을 선보였다. 나중에 콜레코와 밀튼 브래들리를 포함한 몇몇 회사들이 그들만의 싱글 게임, 가벼운 테이블탑 또는 휴대용 전자 게임 장치를 만들었다. 최초의 상업적인 성공적인 휴대용 콘솔은 1978년부터 5백만 대 이상을 판매한 멀린이었다. 카트리지 교환이 가능한 최초의 휴대용 게임기는 1979년 밀튼 브래들리 마이크로비전이다.
닌텐도는 1989년 게임보이의 출시와 함께 휴대용 콘솔 개념을 대중화시킨 공로를 인정받고 있다. 휴대용 콘솔 시장을 계속 지배하고 있다. 최초의 인터넷 지원 휴대용 콘솔이자 터치스크린을 갖춘 최초의 콘솔은 1997년 타이거 일렉트로닉스가 출시한 Game.com이었다. 2004년에 출시된 닌텐도 DS는 터치스크린 컨트롤과 무선 온라인 게임(온라인 게임)을 선보여 전 세계적으로 1억 5천만 이상 판매된 가장 많이 팔린 휴대용 콘솔이 되었다.

## 역사

### 1990년대 이전
1970년대에는 휴대용 게임기가 존재하지 않았으나 76년도 이후에 미국에서 초기의 휴대용 게임기가 출시되기 시작한다. 하지만 기술적인 한계로 인해 크게 인기를 끌지 못하고 역사 속으로 사라지게 된다.
게임기가 2세대가 되어, 거치형 게임기가 붐을 이루고 있던 1979년, 미국의 대기업 완구 메이커 인 밀튼 브래들리에서 최초의 카트리지 교환식 휴대형 게임기 마이크로비전이 출시된다. 마이크로비전은 CPU가 카트리지 측면에 붙어있는 등 후 게임기와는 상당히 달랐다. LCD 화면이 허약 등 기술적 인 제약 때문에 상업적으로 가장 성공없이 끝났다.
ROM 카트리지를 하드에 연결 형식이 아니라 1하드 당 1게임 형식의 전자 게임이 등장했다. 당시의 전자 게임은 흑백 LCD조차 탑재하지 못하고, LED 표시에 의한 것이 주로 이었지만, 마텔이 1976년에 세계 최초의 휴대용 전자 게임기가 될 마텔 오토 레이스를 출시한 이후 각사로부터 잇달아 LED 게임이 발매되어 큰 인기를 끌었다.
- 마텔 오토 레이스(마텔, 1976년)
- 마텔 풋볼(마텔, 1977년)
- 마이크로비전(밀튼 브래들리, 1979년)
- 어드벤쳐 비전(에넥스, 1982년)

1980년대에 들어서면서 LCD가 저렴 해져, LCD를 탑재한 전자 게임이 인기를 끌었다. 대표적인 제품은 닌텐도가 1980년에 발매한 게임 & 워치 시리즈이며, 흑백으로 간단한 게임이 다수를 차지했지만, 아주 대중적인 게임 & 워치의 일부 기종에서는 나중에 거치형의 주요 인터페이스로 발전 십자 키도 선행 채용되고 있다.
닌텐도, 반다이, 토미, 타이거 일렉트로닉스 등으로 대표되는 대기업 완구 메이커 외에도 많은 기업이 다양한 전자 게임을 출시, 아케이드 이식도 활발했다. 1984년에는 에폭사에서 일본 최초의 ROM 카트리지 교환형 휴대용 게임기인 게임 포켓 컴퓨터 등이 발매되고 있지만, 상업적으로는 또 다시 실패로 끝났다.
- 게임 & 워치(닌텐도, 1980년)
- LCD SOLARPOWER(반다이, 1982년)
- Tomytronic 3D(토미, 1983년)
- 게임 포켓콤(에폭, 1984년)

### 1990년대 전반
게임보이
1989년, 닌텐도는 당시 압도적으로 보급된 비디오 게임기 패밀리 컴퓨터와 마찬가지로 소프트웨어가 들어있는 ROM 카트리지를 교환할 수 있는 휴대용 게임기 게임보이를 발매한다. 비교적 낮은 가격과, 동시발매 소프트웨어로 집중도가 높은 테트리스를 선택해 폭발적인 히트를 거두었다. 이전의 고정식 액정과 달리 4도의 도트 액정은 여러 게임을 즐길 수 있게 되었고, 포켓몬스터 게임 추가했다. 이후 휴대용 게임기의 원점이 된다.
아타리 링크스
1989년 아타리에서 발매한 컬러 액정 탑재기인 아타리 링크스는 타사 제품의 하드웨어를 훨씬 뛰어넘는 성능을 지녔다. 휴대용 게임기 최초로 백라이트를 사용하였다. 하지만 전지가 빨리 닳았기 때문에 야외 플레이에는 어울리지 않았다. 심지어 일부 게임에서는 게임 진행 도중 다음 클리어포인트까지 진행하기 전에 전지가 닳아버릴 정도였다. 또 다른 이유로는 아타리 링크스의 크기는 무려 게임보이의 3배나 달하는 크기 때문에 휴대하기도 힘들었다. 후에는 아타리 링크스의 같은 성능에 크기를 소형화한 아타리 링크스 2를 출시했지만 별다른 호응을 얻지 못했다.
게임 기어
1990년 세가에서 컬러 액정 디스플레이를 탑재한 휴대용 게임기 게임 기어를 발매했다. 전용 TV튜너가 발매되어 휴대용 텔레비전으로도 쓸 수 있다는 점을 어필했으나, 게임보이에 비해 가격이 비싼데다 전지가 빨리 닳아 폭넓은 지지를 얻지는 못했다. 대한민국에서 삼성전자를 통해 발매될 때는 핸디알라딘보이라는 이름이었다.
터보익스프레스
1990년 NEC 홈일렉트로닉스에서 발매한 PC 엔진 GT는 거치형 게임기(PC 엔진)의 소프트웨어를 그대로 사용할 수 있다는 특징을 지녔다. 디스플레이는 TFT액정을 사용하는 등, 성능면으로도 최고봉이었으나 역시나 전지가 빨리 닳았고, TFT 액정으로 인해 본체가 비쌌으며, 원래 타 게임기보다 보급이 적었던 PC 엔진으로서의 이점도 없어 별로 보급되지 않았다.
타이거 전자오락기
1980년대 후반부터 발매한 저가형 게임기이다. 저렴한 가격 때문에 인기가 많았고 1990년 중반까지 이르러서 계속 팔렸다. 게임기는 1990년대 당시의 상당수 제품을 상품화했으며 조작은 게임&워치 시리즈나 다른 계산기형 게임기와 비슷하다.
게임보이의 보급은 만만한 성능과 싼 가격, 비교적 가벼운 무게에다 아이들이 떨어뜨려도 별 탈이 없는 튼튼한 강도가 큰 몫을 했다. 호환 소프트웨어가 많았던 것과 다른 휴대용 게임기에 비해 전지 걱정을 할 필요가 적었던 점도 있다. 발매 당초에는 퍼즐이나 간단한 룰의 게임이 많았으나, 이후 RPG같은 시간을 많이 잡아먹는 게임도 서서히 발매되었다.

### 1990년대 후반
- 노매드(세가, 1995년)
- 게임보이 포켓(닌텐도·1996년, 1998년)
- Game.com(타이거 일렉트로닉스, 1997년)
- 게임보이 컬러(닌텐도, 1998년)
- 네오 지오 포켓(SNK, 1998년)
- 원더스완(반다이, 1999년)
- 비주얼 메모리(세가, 1998년)
- 포켓스테이션(SCE, 1999년)
- 포켓몬스터 미니(포켓몬, 2001년)

단가가 낮았기 때문에 게임기 메이커 측에서 얻는 이득도 적었고, 개발비와 기간이 일반 비디오 게임에 비해 적고 짧게 들 수밖에 없었다. 그래서 히트작이 나오면 아류작이 쏟아져나왔고(이것은 마찬가지로 단가가 낮은 휴대폰용 게임에도 같이 적용된다), 이런 경향이 컸기 때문에 대작이 점점 줄어들어 게임보이가 사양 추세에 들어서게 되었다.
그런 상황에서 발매된 것이 1996년의 타마고치이다. 당시에는 게임과 관련이 없다시피 했던 10대 여성을 중심으로 대 히트를 친 것이다. 이후 여러 회사에서 아류 형태의 미니 게임기를 내게 된다.
그런 1996년에, 카트리지 교환방식의 휴대용 게임기에서는 포켓몬스터 적/녹 버전이 발매된다. 이를 계기로 게임보이는 사양 추세에서 회복해, 1998년에 컬러 액정을 도입, 게임보이 컬러를 발매하기에 이른다. 이 때까지 발매되었던 컬러 휴대용 게임기와 달리 전지가 그다지 빨리 닳지 않았으며(액정이 백라이트형이 아니라 반사형이었던 점이 작용하였고, 이것은 이후의 모델인 게임보이 어드밴스에도 적용된다), 반다이에서 1999년 원더스완을 발매하는 등, 닌텐도의 독점 상태였던 카트리지 교환방식 휴대용 게임기 시장에 경쟁이 벌어지게 되었다.

### 2000년대 전반
2001년에는 닌텐도에서 게임보이의 후속 모델인 게임보이 어드밴스를 발매하며, 이 때까지 게임보이로 발매된 게임은 패밀리 컴퓨터 수준의 소프트웨어가 많았으나 게임보이 어드밴스로 슈퍼 패미컴과 비교해도 딸리지 않을 수준의 소프트웨어가 발매되게 되었다. 성능의 압도적인 차로 인해, 타사의 휴대용 게임기들은 순식간에 자취를 감춰 버렸다.
게임보이 어드밴스로는 패밀리 컴퓨터나 슈퍼 패미컴으로 나왔던 게임들의 리메이크 작품이나 속편들이 많이 발매되었는데, 2004년에는 패밀리 컴퓨터 시절의 히트작들을 이식한 패미컴 미니 시리즈도 등장했다. 또, 닌텐도의 거치형 게임기 게임큐브의 조작용 컨트롤러로서 게임보이 어드밴스가 이용되는 게임도 있었다. (2인 이상 플레이시 각 플레이어의 개별 정보 화면을 게임보이 어드밴스의 액정에서 표시하는 등의 시도가 있었다)
휴대폰이 보급되면서 휴대폰용 게임도 등장했는데, 휴대폰이 점점 고성능화되면서 미려한 그래픽의, 플레이 시간이 긴 게임도 속속 등장하나 전술했다시피 휴대용 게임의 특이점(사용자가 짧은 플레이 시간으로도 할 수 있는 게임을 찾는 것)으로 인해 대한민국의 경우 항상 다운로드 순위 상위권에는 고스톱이 등장한다.
- 네오지오 포켓 컬러(SNK, 1999년)
- 원더스완 컬러(반다이·2000년, 2002년)
- 게임보이 어드밴스/어드밴스 SP/미크로(닌텐도·2001년, 2003년, 2005년)
- GP32(게임파크, 2001년)
- N-게이지(노키아, 2003년)

### 2000년대 중반
2004년 말 이후, 휴대용 게임기는 닌텐도DS와 플레이스테이션 포터블의 등장으로 일대 변혁을 맞이하게 된다.
- 닌텐도는 2004년 12월 2일 휴대용 게임기 닌텐도 DS를 발매했다(한국 발매는 라이선스로, 2005년). 디스플레이가 위 아래, 2개의 화면인 것이 특징이며, 아랫쪽 화면은 터치스크린으로 되어 있다. 닌텐도 64 이상의 3D표현 능력을 지니며 무선통신 가능. 게임보이 어드밴스 소프트웨어도 플레이할 수 있다. 전 세계 온라인 플레이 서비스 닌텐도 와이파이 커넥션을 지원하며, 지원 소프트웨어는 무선통신이 되는 곳에서 다른 사용자나 친구와 함께 게임을 즐길 수 있다.
- 소니 컴퓨터 엔터테인먼트도 고성능의 휴대용 게임기 플레이스테이션 포터블(PSP)을 2004년 12월 12일 발매했다(한국 발매는 소니 컴퓨터 엔터테인먼트 코리아에서, 2012년). 3D표현 능력은 플레이스테이션 2 급의 뛰어난 수준을 보여주며, 소프트웨어 미디어로는 UMD를 채용했다. 무선통신 가능. 자체적으로 웹서핑이 가능하다.
- 2008년 2월, 한중 MP3 전문업체인 엠피지오에서 모바일게임과 플래시게임을 지원하는 휴대용게임기인 마이레이서 MF101을 출시하게 된다. MF101은 GNEX 엔진과 플래시 엔진을 탑재하고 있어, 기존 모바일게임으로 출시되었던 게임들을 MF101에서 더욱 편하게 즐길 수 있게 되었으며, 플래시 게임과 플래시 만화까지도 즐길 수 있는 게 특징이다.

### 2000년대 후반
시대가 발달하고 시기가 지남에 따라 이전에도 간간히 발매되었던 고전 게임들은 휴대용 게임기에서도 작동할 수가 있게 되었다. 그에 따라 닌텐도 패미컴, 슈퍼 패미컴, 메가 드라이브 등의 1980년대 중반부터 1990년대 중후반까지 게임기 역사를 이끌었던 게임 타이틀의 카트리지 등을 사용하여 게임을 즐기는 휴대용 게임기가 나오기도 하였다. 다만 Dingoo A320처럼 게임 카트리지 없이 게임을 실행할 수 있는 게임기와 Retro Duo Portable처럼 게임 카트리지를 통해 게임을 실행할 수 있는 게임기로 나뉜다. 반면 이런 형태의 게임기는 모바일 게임 시장이 가정용 게임기 시장을 위협할 정도로 확장되어가며 시장의 수요를 잃어 인기가 시들게 된다. 한편 이러한 고전 게임을 즐기기 위한 휴대용 게임기는 개발도상국 및 제3 세계 지역에서는 어느 정도 일정 수준의 대안이 되어주기 때문에 아직도 경쟁력을 갖추고 있는 곳도 있다. 그럼에도 모바일 게임 시장과 가정용 게임기 시장의 완충지대로서 휴대용 게임기 시장이 존재하고 있기에 시장의 소비 수요는 조건이 절묘하게 갖추어지면 언젠가 또다시 변혁을 맞이할 것이다.

### 2010년대 이후
스마트폰이 대중화되면서 휴대용 게임기는 예전과 같은 위력을 보여주기에 힘이 부침에도 모바일 게임의 장점을 받아들여서 모바일 게임 업체가 서드파티에 참가하는 등 혁신의 바람이 휴대용 게임기 시장에도 불고 있다.
- 닌텐도는 2011년 2월 26일 휴대용 게임기 닌텐도 3DS를 출시했다(한국 발매는 라이선스로, 2012년). 디스플레이가 위 아래, 2개의 화면인 것이 계승된 특징이며, 아랫쪽 스크린은 터치형 화면으로 이루어져 있다. 닌텐도 Wii 이상의 3D 표현 능력을 지니며 무선통신도 가능하다. 2014년~2015년에는 뉴 닌텐도 3DS가 발매된다.
- 소니 컴퓨터 엔터테인먼트도 고성능의 휴대용 게임기 플레이스테이션 비타를 2011년 12월 17일 발매했다(한국 발매는 소니 컴퓨터 엔터테인먼트 코리아에서, 2005년). 3D표현 능력은 플레이스테이션 3 급의 뛰어난 수준을 보여주며, 소프트웨어 미디어로는 PS Vita 카드를 채용했다. 무선통신이 가능하며 자체적으로 웹서핑이 가능하다.
- 2012년 출시된 네오지오 X는 네오 지오 시절의 게임을 플레이할 수 있게 해주는 일종의 게임 에뮬레이터로서 출시되었다. 또한 2011년에 앞서 출시된 엑스페리아 플레이는 휴대용 게임기와 모바일 게임기 경계에 있는 게임기로 휴대용 및 모바일 버전의 일부 PSP 게임과 안드로이드 게임의 플레이를 도와준다. 게다가 2013년에 출시를 시작한 엔비디아의 실드 포터블은 XBOX의 휴대용 버전이라 생각될 정도로 닮아 있는데 이는 실드와 엑스박스의 하드웨어가 동일한 사양으로 제작되어 있기 때문이다.
- 2017년 출시된 닌텐도 스위치는 휴대용과 가정용 게임기의 기능을 모두 갖고 있다.

## 같이 보기
- 가정용 게임기
- 아케이드 기판
- 플레이스테이션 포터블
- 플레이스테이션 비타